# Kantanka
Kantanka ist eine Automobilmarke aus Ghana. Hersteller ist die von Kwadwo Safo gegründete und von Kwadwo Safo Jr. geleitete Kantanka Group.

## Geschichte

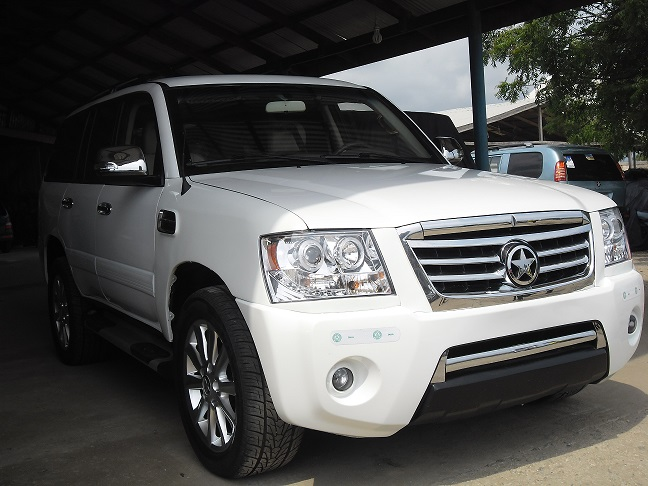
Kantanka Otumfo

Seit 1998 entstanden verschiedene Einzelfahrzeuge: der Kantanka Saloon, der Geländewagen Kantanka Onantefo I im Jahr 2006 sowie der Kantanka Onantefo II, der solargetriebene Kantanka Odeneho und der 26 Fuß lange Stretch-Geländewagen Kantanka Obrempon im Jahr 2007. Im Jahr 2012 folgten der Kantanka Nsoromma und der Geländewagen Kantanka Daasebre.
Im Jahr 2013 folgten der Geländewagen Kantanka Otumfuo, der Kantanka Odeneho II als Nachfolgemodell des Odeneho I.
Entgegen den Darstellungen des Unternehmens wird gemutmaßt, dass es sich um aus China stammende Fahrzeuge handelt, die in Ghana montiert werden.

## Modelle
Angeboten werden die Modelle K71, Omama und Onantefuor.
Der K71 wird als Mini-SUV bezeichnet und wird bei einem Radstand von 250 cm und einem Leergewicht von 1200 kg mit einem 75-kW-Motor angetrieben. Der Omama ist ein Pick-up-Modell mit Doppelkabine, das über einen Benzinmotor mit 75 kW verfügt. Der Onantefuor ist ein SUV mit Benzin- oder Dieselmotor (105 bzw. 75 kW).
Seit Ende 2015 erfolgt die Serienproduktion der Kantanka-Modelle. Der Preis beträgt 16.500 bis 32.000 Euro.
Das Werk in Gomoa Mpota westlich von Accra wurde am 25. November 2015 eröffnet. Dort sind 250 Arbeitnehmer beschäftigt. Die Produktionskapazität beträgt nach eigenen Angaben 100 Fahrzeuge pro Monat oder sechs bis zehn Einheiten pro Tag. Einem neueren Bericht zufolge wird nur ein Exemplar pro Tag produziert.